# Severiano de Almeida
Severiano de Almeida, antiguamente Nova Itália, es un municipio brasileño del estado de Rio Grande do Sul. Pertenece a la Mesorregión del Noroeste Rio-Grandense y a la Microrregión de Erechim. Discurren por el municipio las aguas del Río Uruguay, y limita con los municipios de Santa Catarina, Mariano Moro, Três Arroios, Viadutos y Marcelino Ramos.
Se encuentra ubicado a una latitud de 27º 26' Sur y una longitud de 52º 8' Oeste, estando a una altitud de 606 metros sobre el nivel del mar. Su población aproximada el año 2010 era de 3.842 habitantes. Ocupa una superficie de 167,6 km².